# Støbning (ølbrygning)
 For alternative betydninger, se Støbning. (Se også artikler, som begynder med Støbning)
Støbning er et begreb indenfor ølbrygning. Første fase i maltningsprocessen er støbningen. Her vædes kornet med henblik på at kernerne skal absorbere vand og starte den biologiske vækstcyklus. Man skal helst op på et vandindhold på ca. 45 %. Men det gøres ikke på een gang, da man kan risikere at 'drukne' kornet. I stedet skiftevis støber og dræner man kornet over nogle gange. Ved støbningen starter man den fysiologiske proces, hvori der dannes og frigives en række enzymer (amylase, protease m.fl.), som langsomt begynder at nedbryde og omdanne stivelse til mindre komplekse sukkermolekyler.